# گیره‌ی مدال

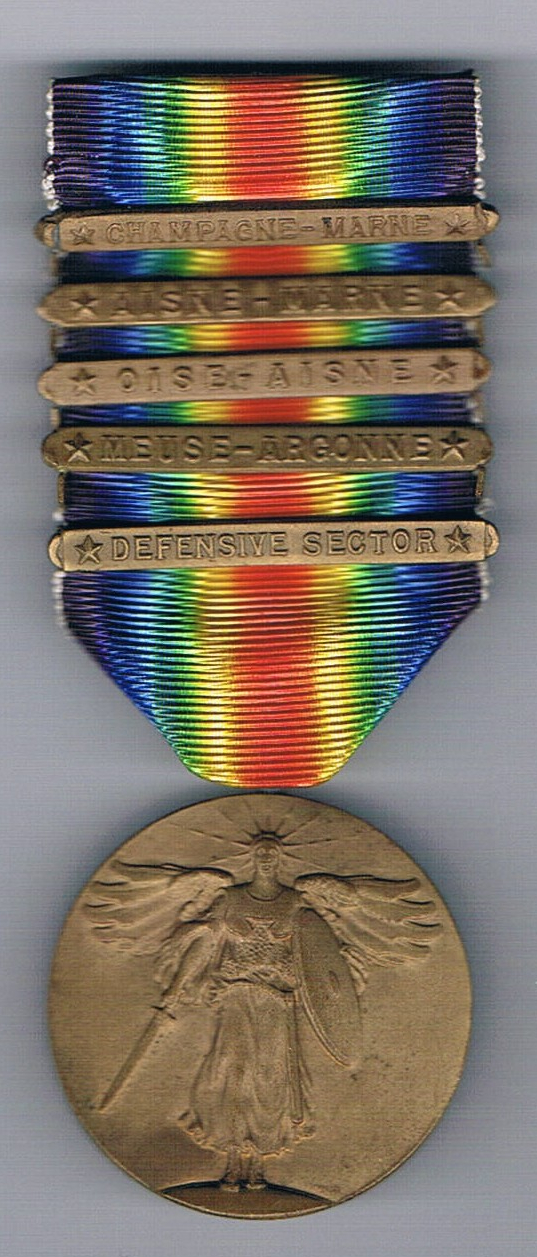
مدال پیروزی جنگ جهانی یکم ایالات متحده، با پنج میله مدال

نوار مدال یا گیره مدال، میله فلزی نازکی است که به روبان مدال نظامی، غیرنظامی یا سایر مدال‌ها متصل می‌شود. این گیره معمولاً نشان‌دهنده عملیات یا عملیاتی است که گیرنده برای آن جایزه دریافت کرده است و چندین میله روی یک مدال برای نشان دادن این است که گیرنده معیارهای دریافت مدال را در چندین صحنه جنگی رعایت کرده است.
در ارتش بریتانیا هنگامی که عبارت "و نوار" همراه با مدال‌هایی برای خدمات استثنایی، مانند مدال‌های شجاعت، استفاده می‌شود، به این معنی است که این جایزه چندین بار اعطا شده است. میله‌ها همچنین در مدال‌های خدمت طولانی برای نشان دادن طول خدمت ارائه شده استفاده می‌شوند.

## پیشینه
در بریتانیا و قبل از اوایل قرن نوزدهم، مدال‌ها و نشان‌ها فقط به افسران ارشد اعطا می‌شدند؛ مواردی وجود داشت که مدال‌ها به سربازان یا دریانوردان (درجه‌های نیروی دریایی) اهدا می‌شدند، اما این موارد اغلب تلاش‌های خصوصی بودند. یک استثنا، مدال طلای ارتش بود که به شرکت‌کنندگان با رتبه بالاتر در جنگ شبه جزیره اعطا می‌شد. یک مدال برای خدمت داده می‌شد و برای هر نبرد یک قلاب داشت. پس از کسب چهار قلاب، مدال به یک صلیب با نام نبردها روی بازوها تبدیل می‌شد و قلاب‌های اضافی نیز اضافه می‌شدند. حداکثر مدال توسط دوک ولینگتون، با یک صلیب و نه قلاب، به دست آمد.